# Jim Parrack

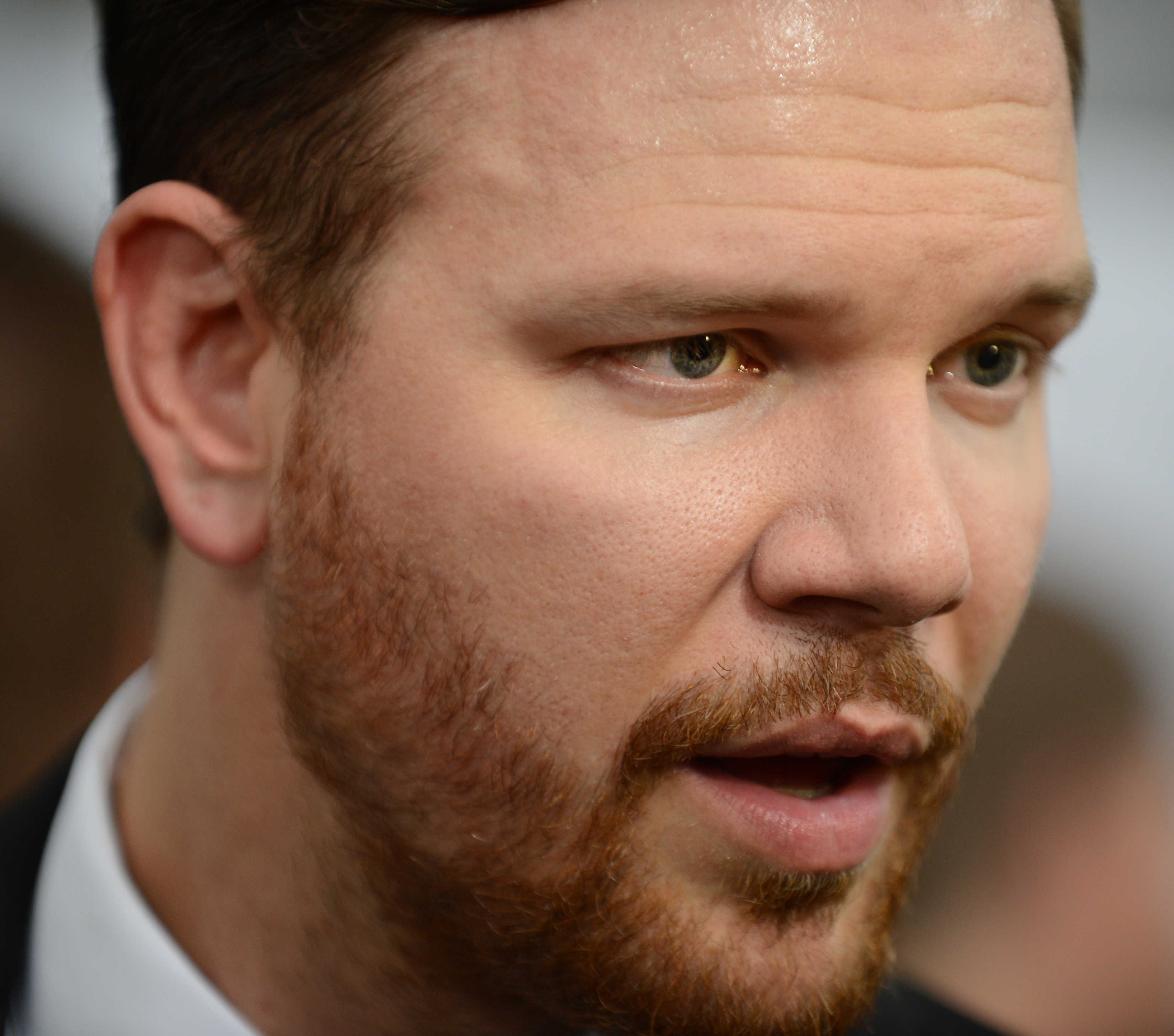
Jim Parrack (2014)

Jim „Jimmy“ Parrack (* 8. Februar 1981 in Allen, Texas) ist ein US-amerikanischer Schauspieler. Bekanntheit erlangte er vor allem durch seine Rolle als Hoyt Fortenberry in der Fernsehserie True Blood bzw. durch seine Rolle als LCpl. Peter Kerns im Film World Invasion: Battle Los Angeles, der im März 2011 seine Premiere feierte. Sporadisch kommt er auch als Theaterregisseur zum Einsatz.

## Leben und Karriere
Jim Parrack wurde im Jahre 1981 in der Stadt Allen im US-Bundesstaat Texas geboren, wo er auch aufwuchs und dort von 1996 bis 1999 die Allen High School besuchte. Nachdem er bereits in seiner High-School-Zeit als Schauspieler agierte, kam er einige Zeit nach seinem dortigen Abschluss nach Los Angeles, wo er zuerst im Jahre 2001 bei der Freundin eines besten Freundes wohnte, ehe er sich im Stadtteil Toluca Lake niederließ. In LA besuchte er unter anderem für zwei Jahre die The Stella Adler Academy, von der er danach an die bzw. ans Playhouse West Acting School and Repertory Theater in Toluca Lake kam. Dort ist er noch regelmäßig in verschiedenen Produktionen, aktuell im Stück Welcome Home Soldier, zu sehen. Nach einigen Jahren mit der dortigen Theatergruppe, wo er unter anderem auch neben dem Schauspieler William Ngo agierte und von Robert Carnegie oder Jeff Goldblub ausgebildet wurde, gab Parrack schließlich im Jahre 2006 sein Film- und Fernsehdebüt. Dabei war er erstmals im Film Annapolis – Kampf um Anerkennung in der nicht unwesentlichen Rolle des AJ zu sehen. Daneben war er in diesem Jahr auch in zahlreichen international bekannten Fernsehserien zu sehen, wobei er es immer nur auf einen Einsatz für jeweils eine einzige Episode brachte. So war er in diesem Jahr unter anderem in den Serien Monk, Emergency Room – Die Notaufnahme, Standoff, CSI – Den Tätern auf der Spur, Grey’s Anatomy und Close to Home zu sehen. Weitere Gastauftritte folgten im Jahre 2007 mit den Fernsehserien Navy CIS, Raines und Criminal Minds, wo er wieder nur jeweils in einer einzigen Folge in Erscheinung trat. Zudem übernahm er in diesem Jahr mit dem Film Finishing the Game: The Search for a New Bruce Lee eine weitere Filmrolle. Dabei stand er bereits zum zweiten Mal für den Regisseur Justin Lin vor der Kamera, mit dem er unter anderem bereits bei Annapolis zusammenarbeitete.
Seinen Durchbruch feierte Parrack bereits im Folgejahr, als er als einer der Hauptdarsteller in den Cast der erfolgreichen Fernsehserie True Blood geholt wurde, in der er bis dato in allen Episoden der vier bisher produzierten Staffeln eingesetzt wurde und dabei die Rolle des Hoyt Fortenberry übernahm. Diese Rolle verhalf ihm auch zu vermehrter internationaler Bekanntheit. Obgleich er sich danach vorwiegend auf seine Arbeiten bei True Blood konzentrierte, wurde er im Jahre 2009 in einer Folge von Supernatural eingesetzt und brachte es 2011 erneut auf eine Filmrolle. Diese hatte er beim Film World Invasion: Battle Los Angeles, der im März 2011 seine Premiere hatte und bei dem er eine der Hauptrollen besetzt. Im Laufe seiner Zeit im Cast von True Blood wurde Parrack mit dem restlichen Cast (17 Personen) bei den Satellite Awards 2009 mit einem Preis in der Kategorie „Best Ensemble, Television“ ausgezeichnet. 2010 folgte schließlich eine Nominierung für einen Screen Actors Guild Award in der Kategorie „Outstanding Performance by an Ensemble in a Drama Series“, wo er ebenfalls mit dem 17-Mann-Cast nominiert wurde. Neben seiner Tätigkeit als Schauspieler ist Jim Parrack auch Präsident der Produktionsfirma 120 Productions, Inc., die in Beverly Hills angesiedelt ist und im Jahre 2007 gegründet wurde. Am 19. Oktober 2008 heiratete er seine jetzige Ehefrau Ciera Parrack, die ebenfalls im Schauspielbereich tätig ist. Parracks Frau trat bereits bei einem von ihm als Regisseur betreuten Theaterstück auf. Des Weiteren versucht sich der gebürtige Texaner als Drehbuchschreiber und Filmregisseur, konnte aber noch keinen Film drehen, obgleich er bereits im Jahre 2009 einen Film in Planung hatte.

## Filmografie (Auswahl)
Filmauftritte
- 2006: Annapolis – Kampf um Anerkennung (Annapolis)
- 2007: Finishing the Game: The Search for a New Bruce Lee
- 2011: World Invasion: Battle Los Angeles (Battle: Los Angeles)
- 2013: As I Lay Dying
- 2015: Wild Horses
- 2014: Herz aus Stahl (Fury)
- 2016: Suicide Squad
- 2021: Fast & Furious 9 (F9)

Serienauftritte
- 2006: Monk (Folge 4x11)
- 2006: Emergency Room – Die Notaufnahme (ER) (eine Folge)
- 2006: Standoff (1 Folge)
- 2006: CSI: Vegas (CSI: Crime Scene Investigation) (eine Folge)
- 2006: Grey’s Anatomy (eine Folge)
- 2006: Close to Home (eine Folge)
- 2007: Navy CIS (NCIS: Naval Criminal Investigative Service) (eine Folge)
- 2007: Raines (eine Folge)
- 2007: Criminal Minds (Folge 2x21)
- 2008–2014: True Blood (56 Folgen)
- 2009: Supernatural (eine Folge)
- 2012: Alcatraz (eine Folge)
- 2020–2025: 9-1-1: Lone Star (72 Folgen)
- 2025: Tracker (Folge 2x10)

## Auszeichnungen und Nominierungen
Nominierungen
- 2010: Screen Actors Guild Award in der Kategorie „Outstanding Performance by an Ensemble in a Drama Series“ für sein Engagement in True Blood (zusammen mit weiteren 17 Personen)

Auszeichnungen
- 2009: Satellite Award in der Kategorie „Best Ensemble, Television“ für sein Engagement in True Blood (zusammen mit weiteren 17 Personen)